# 王孫賈
王 孫賈（おう そんか、生没年不明）は、春秋戦国時代の斉の武将。
斉の湣王を殺害した楚の淖歯を討った。

## 生涯

### 湣王に仕える
12歳の頃、父を亡くした王孫賈を憐れみ、官職を与えられる。

### 合従軍の侵攻
済西の戦いで大敗した湣王は国都である臨淄を守り切れないと判断し亡命する。
その際、王孫賈も付き添うが衛で別々となってしまう。
母親の言葉
「私は貴方が早朝に家を出て、晩に帰って来るときは家の前で帰りを待っています。
貴方が暮れに家を出て帰って来ない時は、郷里の門の前で外を見ながら待っているのです。
しかし、貴方は王に仕える身である事を忘れてはいけません。
斉王様の行方が分からないのに、なぜ家に帰って来てしまったのですか」

### 淖歯を殺害
斉の湣王に関する情報を集める為、市場に向かう。そこで斉の湣王は、楚の頃襄王が援軍として派遣した淖歯により、殺害されたと知る。
「淖歯が悪心を起こし斉の湣王を殺害した。私は淖歯を許す事が出来ない。私と共に斉の湣王の仇を討ち、淖歯を誅殺しようと思う者は右肩を出せ」
この言葉に４００人の者が賛同し、彼らを率いて淖歯を急襲し、湣王の仇討を成し遂げた。

### 田斉の復興
王孫賈は城門を閉じて固く守った。
総大将の淖歯を失った楚兵は半数が逃亡し、半数は燕に投降した。